# Сигнализација
Сигнализација је начин преноса поруке на даљину, где не учествује људски говор. Развија се из потребе да се на већој удаљености уз коришћење посебних шифри ради заштите поруке пренесе информација која је веома важна. За такве поруке користи се димни сигнал, звучни сигнал, морзеова абецеда, поморски кодекс, семафор и сл. Најчешће се користи метода „семафор“ (за слање порука по дану) и „морзеова абецеда“  (за слање порука ноћу).

## Семафор
Семафор представља слање порука помоћу заставица на даљину. Постоји 26 знакова заставицама (за свако слово енглеског алфабета). Да би се положај заставица на даљину видео бирају се њихове боје према боји позадине. Стандардне заставице за летњи период  су црвено беле , а за зимски плаво жуте боје.

## Морзеова абецеда
Направио ју је Семјуел Морзе. Користи се за преношење сигнала. Први пут је употремљена на телеграфу.
Морзеова азбука служи за пренос порука на даљину. Свако слово је замењено сигналом који се састоји из кратких и дугих звучних или светлосних сигнала. Приликом учења телеграфије, кратки сигнал се бележи као тачка а дуги као црта, али се никада тако не изговарају, већ се „певају“ и то кратки знак као ТИ а дуги знак као ТАА. Кратки сигнал на крају морзеовог знака се пева као ТИТ.